# 江岸区各级文物保护单位列表
江岸区为中华人民共和国湖北省武汉市的市辖区，今为前汉口城区三区之一（另两区为江汉区、硚口区）。区境起初多为湖淌荒地，十九世纪中叶汉口英租界开辟之后城区逐渐得以发展，此后俄、法、德、日相继开辟租界，各国政府及商人在租界内外敷设使用各种市政设施并大量兴建近代建筑，该区也率先在武汉三镇中实现城建近代化。自近代至今江岸区亦逐渐成为武汉经济、文化、政治的一大中心，现今区中驻有武汉市人民政府以及大多武汉市一级行政部门机构。江岸区境内拥有数十处文物保护单位，下面列出了江岸区的各级文物保护单位及其简要介绍。
目前江岸区境内各级文物保护单位总计68处，其中13处全国重点文物保护单位、32处湖北省文物保护单位，23处武汉市文物保护单位，尚未评定江岸区文物保护单位，且所有文物保护单位年代全部在1840年之后。

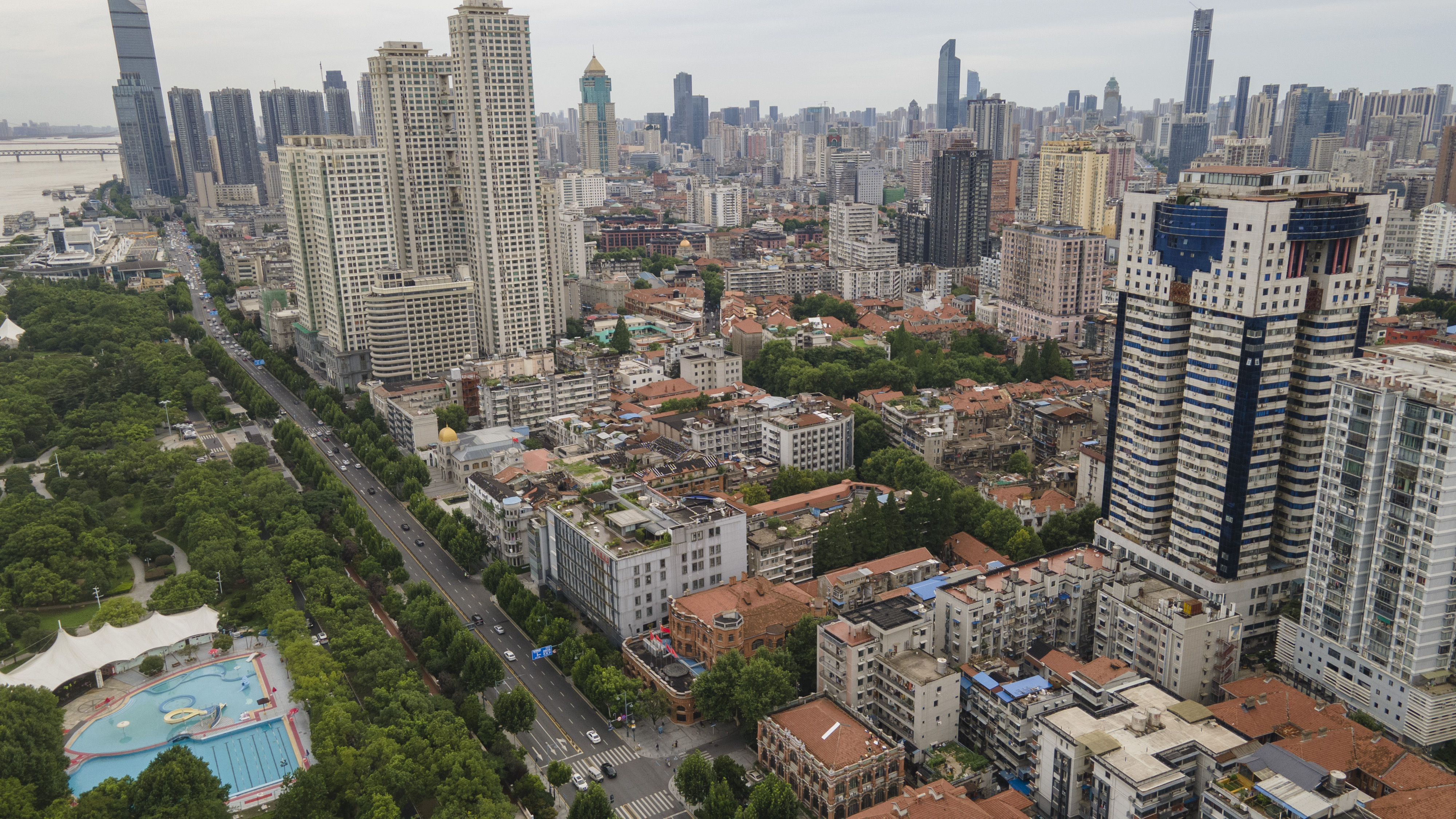
江岸区一角航拍，仅画面中可以得见的该区各级文物保护单位就有近20处
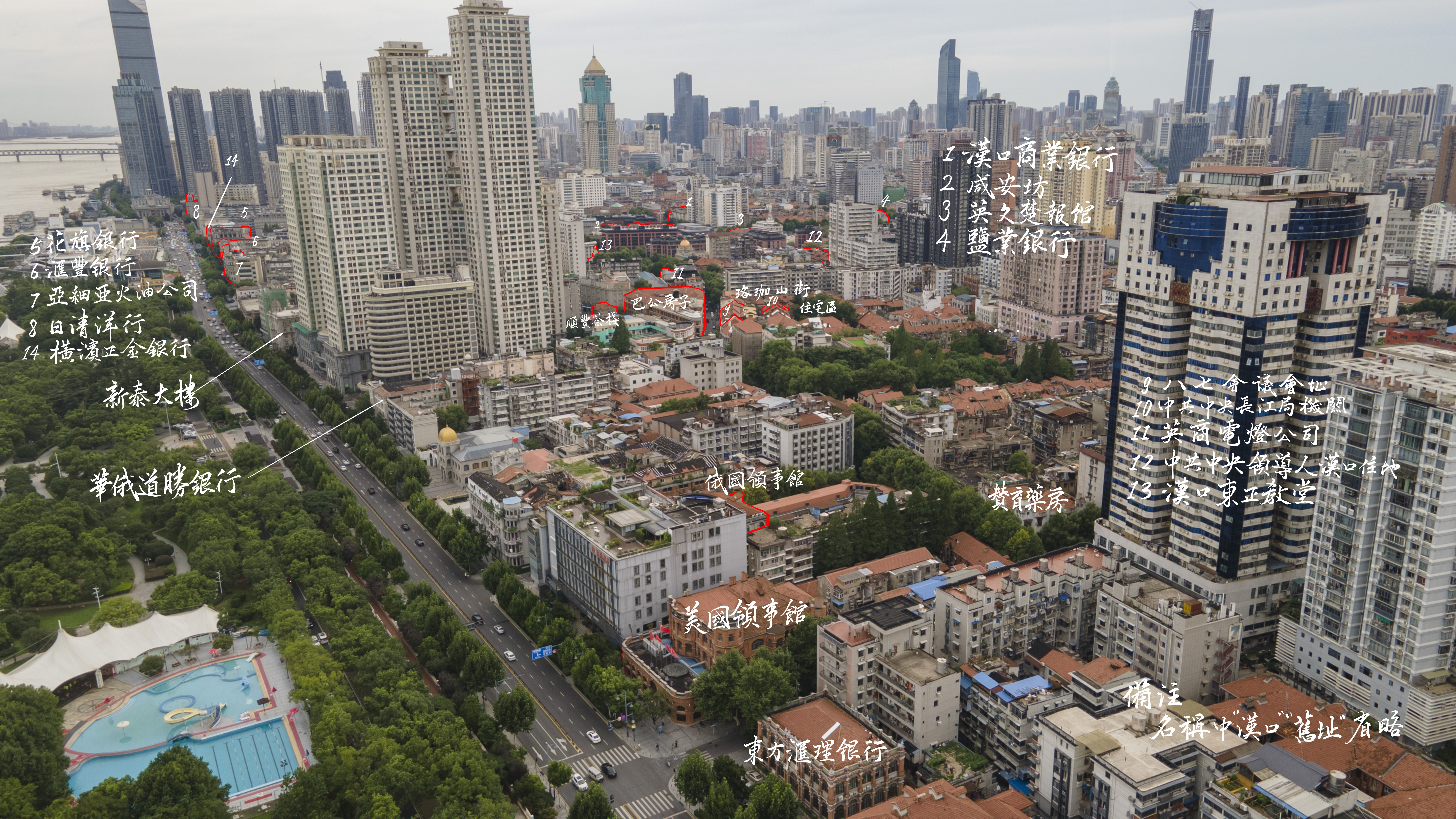
前图文物保护单位的标注

## 全国重点文物保护单位
| 名称                        | 子项                        | 分类                        | 时代                        | 地点 | 图片                        | 保护历史 | 简介 |
| 第二批（1982年2月23日公布） | 第二批（1982年2月23日公布） | 第二批（1982年2月23日公布） | 第二批（1982年2月23日公布） | 第二批（1982年2月23日公布）                                                                                   | 第二批（1982年2月23日公布） | 第二批（1982年2月23日公布） | 第二批（1982年2月23日公布） |
| --------------------------- | --------------------------- | --------------------------- | --------------------------- | --- | --------------------------- | --- | --- |
| 八七会议会址                | 八七会议会址                | 革命遗址及革命纪念建筑物    | 1927年                      | 一元街道鄱阳街139号 30°35′19.9″N 114°17′39.4″E / 30.588861°N 114.294278°E                                     |                             | 1981年12月30日，第二批湖北省文物保护单位，公布名称：“八·七会议”会址 | 建筑为3层公寓，原是英商所建高级公寓楼“怡和新房”的一部分。1927年8月7日中共中央在此处召开八七会议，会议在建筑二楼举行，当时该层为苏联人居所，楼下为商店。1978年后建筑（毗邻135、137号1997年纳入）辟为“八七会议会址纪念馆”。 |
| 第五批（2001年6月25日公布） |                             |                             |                             | |                             | | |
| 大智门火车站                | 大智门火车站                | 近现代重要史迹及代表性建筑  | 1903年                      | 车站街道京汉大道1232号（与车站路交汇处） 30°35′47.5″N 114°17′30.5″E / 30.596528°N 114.291806°E                |                             | 1992年12月16日，第三批湖北省文物保护单位，公布名称：大智门火车站候车厅                                                                                                   | 建筑原为京汉铁路南端大站汉口大智门站的站舍，1950年后车站改称汉口站直至1991年搬迁至金家墩，此间该建筑仍作站舍使用。车站于1902年启用，原站房焚毁于阳夏保卫战，现存建筑为1914年重建。 |
| 詹天佑故居                  | 詹天佑故居                  | 近现代重要史迹及代表性建筑  | 1912年                      | 一元街道洞庭街65号 30°35′15.3″N 114°17′38.9″E / 30.587583°N 114.294139°E                                      |                             | 1988年12月25日，第三批武汉市文物保护单位 1992年12月16日，第三批湖北省文物保护单位                                                                                        | 建筑为一幢2层砖混结构楼房，为詹天佑督办汉粤川铁路时为自己设计建造的居所。詹天佑去世后，建筑在1920年转让给比利时人。1949年后又一度用作职工宿舍。1992年建筑得以维修，1993年辟为“詹天佑故居陈列馆”。 |
| 第六批（2006年5月25日公布） |                             |                             |                             | |                             | | |
| 汉口近代建筑群              | 汉口德国领事馆旧址          | 近现代重要史迹及代表性建筑  | 清至民国                    | 一元街道沿江大道130号（一元路转角）武汉市人民政府大院中 30°35′42.4″N 114°17′57.8″E / 30.595111°N 114.299389°E |                             | 1998年5月27日，第四批武汉市文物保护单位 | 建筑为一幢2层砖混结构楼房，殖民建筑风格，但亦有德国式屋顶及拜占庭式塔楼设计。原为德国领事馆馆舍，建筑兴建于汉口德租界开辟之后，1917年北洋政府与德国断交后将租界及建筑收回。1949年后为武汉市人民政府的办公楼。 |
| 汉口近代建筑群              | 汉口汇丰银行大楼            | 近现代重要史迹及代表性建筑  | 清至民国                    | 一元街道沿江大道143-144号，青岛路2号 30°35′00.5″N 114°17′39.1″E / 30.583472°N 114.294194°E                    |                             | 1992年12月16日，第三批湖北省文物保护单位 | 建筑为一座近代银行大楼，主体工程完工于1920年，整体呈希腊古典式风格，钢筋混凝土结构，地下1层，主楼地上3层，副楼达4层。建筑由汇丰银行投资兴建，为汇丰银行在汉口的第二代办公点（第一代在青岛路对面汉口花旗银行大楼位置）。 |
| 汉口近代建筑群              | 汉口横滨正金银行大楼        | 近现代重要史迹及代表性建筑  | 清至民国                    | 一元街道沿江大道129号（南京路2号） 30°34′55.3″N 114°17′36.2″E / 30.582028°N 114.293389°E                      |                             | 1998年5月27日，第四批武汉市文物保护单位 | 建筑为一座近代银行大楼，由横滨正金银行在1921年投资兴建，整体呈古典主义风格，钢筋混凝土结构，共有4层。该建筑为横滨正金银行在1921年新建，抗日战争期间作为日本银行依然营业，1945年日本战败，国民政府接收该行在华一切资产。 |
| 汉口中华全国总工会旧址      | 汉口中华全国总工会旧址      | 近现代重要史迹及代表性建筑  | 1926—1927年                 | 车站街道友益街16号 30°35′36.3″N 114°17′24.3″E / 30.593417°N 114.290083°E                                      |                             | 1959年6月10日，第一批武汉市文物保护单位，公布名称：湖北省总工会遗址 1981年12月30日，第二批湖北省文物保护单位，公布名称：中华全国总工会暨湖北全省总工会旧址               | 该文物由两座建筑组成：西楼为原叶开泰老板叶凤池公馆，东楼为叶女婿程汉卿的公馆。叶公馆为2层砖混结构，建于1920年；程公馆为3层砖混结构，建于1924年；两建筑之间空地曾有花园水池。1926年9月国民革命军北伐后，两座公馆被国民政府没收，9月17日起西楼交中华全国总工会武汉办事处使用。1927年2月，中华全国总工会总部迁入，此后东楼交由湖北省总工会使用，直至七一五事变。1949年后一度改为纪念馆，文革期间关闭，旋交由武汉市文化局。此后改造为汉口中华全国总工会旧址纪念馆（见图）。 |
| 第七批（2013年3月5日公布）  |                             |                             |                             | |                             | | |
| 古德寺                      | 古德寺                      | 近现代重要史迹及代表性建筑  | 1877年                      | 二七街道上滑路74号 30°37′16.8″N 114°18′04.3″E / 30.621333°N 114.301194°E                                      |                             | 1959年6月10日，第一批武汉市文物保护单位 1992年12月16日，第三批湖北省文物保护单位                                                                                         | 该文物为一佛寺建筑群，内有天王殿、大雄宝殿等建筑，亦为武汉四大丛林之一。该寺院开辟于1877年，初名“古德茅蓬”，阳夏战争期间古德寺僧众自发救助伤员及埋葬死者，战后获得中华民国政府嘉奖，黎元洪题匾并改为“古德禅寺”。大雄宝殿建于1921年，钢筋混凝土结构，外形仿照缅甸阿难陀寺风格。文革期间寺院宗教文物及陈设被毁，后用作武汉市照相机厂使用。1986年后产权归还佛教协会。 |
| 京汉铁路总工会旧址          | 京汉铁路总工会旧址          | 近现代重要史迹及代表性建筑  | 1923年                      | 二七街道解放大道2185号 30°37′36.8″N 114°18′44.7″E / 30.626889°N 114.312417°E                                  |                             | 1956年11月15日，第一批湖北省文物保护单位，公布名称：京汉铁路总工会遗址                                                                                                   | 建筑本身为一砖木结构民宅，建于清末民初。1923年2月3日，京汉铁路总工会及相关领导人自郑州搬至汉口江岸办公，亦成为此后二七大罢工的指挥部。1980年武汉市政府对建筑进行修缮，后辟为“京汉铁路总工会旧址纪念馆”进行相关陈列。 |
| 汉口中共中央宣传部旧址      | 汉口中共中央宣传部旧址      | 近现代重要史迹及代表性建筑  | 1927年                      | 大智街道吉庆街辅义里 30°35′20.1″N 114°17′13.9″E / 30.588917°N 114.287194°E                                    |                             | 2011年3月21日，第五批武汉市文物保护单位 | 该建筑为汉口里分辅义里的一部分，国民革命军北伐后曾一度作为中共中央宣传部的办公地点，当时负责中宣部工作的瞿秋白亦在其中居住。2010年确认此处为中宣部的办公地点后展开修复，后辟为“汉口中共中央宣传部旧址暨瞿秋白旧居陈列馆”对外开放。 |
| 中共中央领导人汉口住地旧址  | 中共中央领导人汉口住地旧址  | 近现代重要史迹及代表性建筑  | 1927年                      | 一元街道天津路22号（胜利街口） 30°35′16.1″N 114°17′29.0″E / 30.587806°N 114.291389°E                          |                             | 1983年4月7日，第二批武汉市文物保护单位，公布名称：大革命失败后党中央领导人住地（德林公寓） 2008年3月27日，第五批湖北省文物保护单位，公布名称：汉口中共中央领导人住地旧址 | 旧址所在建筑名为“德明公寓”，1925年建成。七一五事变后中国共产党的活动转入地下，此间周恩来和邓颖超曾居住于此处，此后又住有瞿秋白、邓小平等人。1927年9月中共中央东迁至上海，共产党领导人亦离开。1949年后建筑起初为武汉市供销总社使用，后由蔬菜公司等单位使用。 |
| 武汉中共中央机关旧址        | 武汉中共中央机关旧址        | 近现代重要史迹及代表性建筑  | 1927年                      | 一元街道胜利街165、167、169号 30°35′25.0″N 114°17′34.8″E / 30.590278°N 114.293000°E                           |                             | 1988年12月25日，第三批武汉市文物保护单位，公布名称：中共中央机关旧址（一九二七） 2008年3月27日，第五批湖北省文物保护单位，公布名称：中共中央机关旧址                     | 建筑为一幢中西结合式砖木结构居民住宅楼，共有3层，由王宠佑购地修建用于出租。1927年北伐后中共中央迁至汉口，便租用此建筑用于办公。国民党清党前夕，共产党领导人从此处搬离，此后作为民居使用。后经修缮，与毗邻唐生智公馆与怡和洋行住宅旧址辟为“武汉中共中央机关旧址纪念馆”。 |
| 汉口新四军军部旧址          | 汉口新四军军部旧址          | 近现代重要史迹及代表性建筑  | 1937—1938年                 | 永清街道胜利街332-352号 30°36′32.2″N 114°18′20.4″E / 30.608944°N 114.305667°E                                 |                             | 2002年11月7日，第四批湖北省文物保护单位 | 该建筑原为汉口日租界中的一座民宅，建于1920年代。抗日战争爆发后日侨回国，该建筑被查封。国民政府承认共产党合法地位后决定成立新四军，叶挺任军长。1937年年底叶挺与任副军长的项英来到汉口后，选定日租界此建筑作为新四军筹备处并在此后12月25日成为新四军的军部。1938年1月新四军军部迁至南昌。此后该建筑成为居民住房。1990年代经过亲历者及学者调查确定该建筑为军部旧址。2006年旧址辟为“汉口新四军军部旧址纪念馆”。                                                             |
| 八路军武汉办事处旧址        | 八路军武汉办事处旧址        | 近现代重要史迹及代表性建筑  | 1937—1938年                 | 永清街道长春街57号 30°36′30.7″N 114°18′14.9″E / 30.608528°N 114.304139°E                                      |                             | 1981年12月30日，第二批湖北省文物保护单位 | 该建筑原为汉口日租界中的大石洋行大楼，八路军南京办事处撤至武汉后同武汉办事处在此建筑中办公，直至1938年10月日军攻下武汉三镇。1944年该建筑毁于汉口大空袭，1977年湖北省武汉市党政机关决定复原该建筑并辟为“八路军武汉办事处旧址纪念馆”，1979年完工。 |
| 第八批（2019年10月7日公布） |                             |                             |                             | |                             | | |
| 苏联空军志愿队烈士墓        | 苏联空军志愿队烈士墓        | 近现代重要史迹及代表性建筑  | 1956年                      | 劳动街道解放公园中 30°36′43.6″N 114°17′43.1″E / 30.612111°N 114.295306°E                                      |                             | 1959年6月10日，第一批武汉市文物保护单位，公布名称：苏联空军烈士墓 1956年11月15日，第一批湖北省文物保护单位，公布名称：苏联空军烈士墓                                     | 墓地由墓冢、墓前广场、纪念碑组成。墓呈长方形，由花岗岩砌成，上有中文与俄文镌刻的烈士姓名，两侧各有中文、俄文书写的记事碑；纪念碑平面呈方形，高8米，碑前为墓道。1938年抗日战争期间，苏联空军组成志愿队来华支援，有100人战死。其中15位起初葬于陈怀民路的公墓之中，1951年武汉政府在解放公园中树立纪念碑，1956年又将15具遗体迁至纪念碑后。 |
| 汉口近代建筑群 （并入）     | 汉口新泰大楼旧址            | 近现代重要史迹及代表性建筑  | 1924年                      | 一元街道沿江大道108号 30°35′13.4″N 114°17′46.2″E / 30.587056°N 114.296167°E                                   |                             | 2008年3月27日，第五批湖北省文物保护单位，公布名称：汉口俄商新泰大楼 | 建筑为一座近代洋行大楼，整体呈古典主义风格，钢筋混凝土结构，整体外形简洁不失庄重。该建筑由专营茶叶生意的俄商新泰洋行投资兴建，1924年竣工。此后建筑由新泰洋行使用，直至七七事变。 |
| 汉口近代建筑群 （并入）     | 汉口华俄道胜银行旧址        | 近现代重要史迹及代表性建筑  | 1896年                      | 一元街道沿江大道162号（黎黄陂路拐角） 30°35′20.1″N 114°17′48.5″E / 30.588917°N 114.296806°E                   |                             | 1998年5月27日，第四批武汉市文物保护单位，公布名称：宋庆龄1927年汉口旧居 2002年11月7日，第四批湖北省文物保护单位，公布名称：宋庆龄汉口旧居                                | 建筑为一座近代银行大楼，由华俄道胜银行在1898年兴建，建筑古典与现代风格俱全，平面呈方形，地上4层，地下1层。1926年该行在汉口的业务终止。国民革命军北伐后，国民政府迁都武汉，宋庆龄在宋子文的安排下居住在建筑2层中。1949年后建筑一度为武汉军区胜利文工团的驻地。此后武汉政府将该建筑整修辟为“宋庆龄汉口旧居纪念馆”，并恢复部分陈设。 |
| 汉口近代建筑群 （并入）     | 汉口英商电灯公司旧址        | 近现代重要史迹及代表性建筑  | 1905年                      | 一元街道合作路22号湖北省电力博物馆大院中 30°35′15.6″N 114°17′34.5″E / 30.587667°N 114.292917°E                |                             | 2008年3月27日，第五批湖北省文物保护单位 | 该建筑为一幢工厂建筑，为英商开办的汉口电灯公司（兼电厂）的一部分。1906年英商在此处创办电灯公司专供租界电力。1949年后电厂发电功能逐渐剥离，最终成为调试电气设备的修试厂。2012年后辟为“湖北省电力博物馆”。 |
| 汉口近代建筑群 （并入）     | 汉口花旗银行大楼旧址        | 近现代重要史迹及代表性建筑  | 1921年                      | 一元街道沿江大道142号（青岛路口） 30°34′58.5″N 114°17′37.9″E / 30.582917°N 114.293861°E                       |                             | 1992年12月16日，第三批湖北省文物保护单位 | 建筑为一座近代银行大楼，由花旗银行在1919—1921年间建造，整体呈简化古典主义风格，建筑地面部分达5层。该建筑临街东北面有柱廊，外有贯达3层的巨型爱奥尼柱，整体雄浑壮观。 |
| 汉口近代建筑群 （并入）     | 汉口景明大楼旧址            | 近现代重要史迹及代表性建筑  | 1921年                      | 一元街道鄱阳街青岛路口 30°35′06.6″N 114°17′28.4″E / 30.585167°N 114.291222°E                                  |                             | 1998年5月27日，第四批武汉市文物保护单位，公布名称：景明大楼 2008年3月27日，第五批湖北省文物保护单位，公布名称：汉口景明大楼                                              | 建筑为一座近代洋行大楼，整体呈古典主义三段式风格，又有近现代的落地大窗设计，结构为钢筋混凝土结构，地上6层地下1层。建筑由景明洋行负责人亲自设计，1921年完工。1948年在该建筑中发生美军强奸中国妇女的景明楼事件。 |

## 湖北省文物保护单位
| 名称                         | 子项                         | 分类                         | 时代                         | 地点 | 图片                         | 保护历史                                                                                       | 简介 |
| 第一批（1956年11月15日公布） | 第一批（1956年11月15日公布） | 第一批（1956年11月15日公布） | 第一批（1956年11月15日公布） | 第一批（1956年11月15日公布）                                                                                   | 第一批（1956年11月15日公布） | 第一批（1956年11月15日公布）                                                                   | 第一批（1956年11月15日公布） |
| ---------------------------- | ---------------------------- | ---------------------------- | ---------------------------- | --- | ---------------------------- | ---------------------------------------------------------------------------------------------- | --- |
| 二七惨案烈士纪念碑           | 二七惨案烈士纪念碑           | 纪念建筑物                   | 1958年                       | 新村街道二七路10号 30°37′45.4″N 114°18′45.3″E / 30.629278°N 114.312583°E                                       |                              |                                                                                                | 纪念碑为武汉二七纪念馆（旧馆）院落的一部分，1956年动工。碑身由花岗岩筑成，碑座南、西、东三侧为浮雕，北侧为纪念碑碑文，碑体正面为毛泽东手书“二七烈士纪念碑”字样，起初毛泽东误题为“二七革命纪念碑”，此后在王任重的请求下重题。                                                                  |
| 辛亥首义烈士墓（二）         | （江岸区）                   | 纪念建筑物                   | 1911年                       | 劳动街道球场路2号 30°35′59.9″N 114°17′19.3″E / 30.599972°N 114.288694°E                                        |                              |                                                                                                | 为一处辛亥革命烈士陵园。内有6处坟茔，埋葬有阳夏保卫战期间在三眼桥及球场街捐躯的民军战士遗体2000余具，因此俗称“六大堆”。1955年单洞二路烈士陵园的2000具骸骨转移至该陵园中，一度变为7座坟茔，后在整修中改回6座。内另有汉白玉及大理石修成的纪念碑一座。                                           |
| 第三批（1992年12月16日公布） |                              |                              |                              | |                              |                                                                                                | |
| 湖北共进会旧址               | 湖北共进会旧址               | 革命遗址及革命纪念建筑物     | 1909—1911年                  | 一元街道兰陵路楚善里 30°35′21.7″N 114°17′30.0″E / 30.589361°N 114.291667°E                                     |                              | 1959年6月10日，第一批武汉市文物保护单位，公布名称：辛亥革命共进会遗址                          | 该建筑为汉口里分楚善里（原名宝善里）的一部分，1911年春之后成为共进会的据点，10月9日下午，孙武在此处制造炸弹不慎爆炸，爆炸案的发生使得武昌起义提前爆发。1990年代楚善里拆迁时此建筑亦遭拆除，后在一片质疑声中复建。                                                                             |
| 史沫特莱旧居                 | 史沫特莱旧居                 | 革命遗址及革命纪念建筑物     | 1938年                       | 一元街道鄱阳街32号 30°35′08.3″N 114°17′33.4″E / 30.585639°N 114.292611°E                                       |                              | 1988年12月25日，第三批武汉市文物保护单位，公布名称：鲁兹故居                                   | 即“圣保罗座堂”，为圣公会鄂湘教区教堂。该建筑实则为主教鲁兹（吴德施）的住所，因其同情中国革命，曾收容反清人士。此后又同情左翼人士，家中曾接待中共领导人，家宅也曾提供给史沫特莱、白求恩等人居住。1938年4月19日鲁兹回国。                                                                       |
| 2003年10月21日单独公布       |                              |                              |                              | |                              |                                                                                                | |
| 德明饭店                     | 德明饭店                     | 近现代重要史迹及代表性建筑   | 1919年                       | 一元街道胜利街245号江汉饭店 30°35′38.0″N 114°17′46.4″E / 30.593889°N 114.296222°E                              |                              | 1998年5月27日，第四批武汉市文物保护单位                                                        | 酒店为1919年法商投资兴建，因距离汉口大智门站较近而取名“德明（Terminus）”此后该饭店一度为汉口最为豪华的酒店。1954年改名江汉饭店，又作为重要宾客的招待场所。开业期间酒店接待过不少社会名流。此后因经营不善停业，2019年又发生火灾。                                                              |
| 第五批（2008年3月27日公布）  |                              |                              |                              | |                              |                                                                                                | |
| 汉口麦加利银行大楼           | 汉口麦加利银行大楼           | 近现代重要史迹及代表性建筑   | 1865年                       | 一元街道洞庭街41号 30°35′03.1″N 114°17′33.0″E / 30.584194°N 114.292500°E                                       |                              | 1998年5月27日，第四批武汉市文物保护单位                                                        | 建筑为一座三层砖木结构银行大楼，文艺复兴风格，上有4座哥特风塔尖。该建筑由麦加利银行（渣打银行）在1865年兴建，该行是汉口出现的第一家外国银行，但在1914年汇中饭店火灾后建筑严重受损，直到1923年建筑方得以重建。1949年2月银行停业。                                                              |
| 汉口上海路天主堂             | 汉口上海路天主堂             | 近现代重要史迹及代表性建筑   | 1876年                       | 一元街道上海路16号 30°34′57.3″N 114°17′24.9″E / 30.582583°N 114.290250°E                                       |                              | 1998年5月27日，第四批武汉市文物保护单位                                                        | 即“汉口圣若瑟天主堂”，建筑是一座教堂建筑，内部可容纳2000人礼拜。1875年由方济各会主教明位笃创立并建设，1923年成为汉口代牧区座堂，1946年升格汉口总教区座堂。1952年罗锦章主教驱逐出境后教堂与梵蒂冈断绝联系。文革期间宗教活动暂停，1980年后重新开放。                                            |
| 汉口美国领事馆旧址           | 汉口美国领事馆旧址           | 近现代重要史迹及代表性建筑   | 1905年                       | 一元街道车站路1号 30°35′28.0″N 114°17′52.80″E / 30.591111°N 114.2980000°E                                      |                              | 1998年5月27日，第四批武汉市文物保护单位                                                        | 建筑为一栋3层砖木结构建筑，整体呈现巴洛克风格，但亦有折衷主义风格存在。建筑建于1905年，此后一直为美国驻汉口领事馆使用。日军占领武汉后起初领事馆尚且运行，太平洋战争后日军驱逐领事馆职员。战后一度复馆至1949年。此后建筑一度用作武汉市人才市场。                                               |
| 汉口英商和利冰厂旧址         | 汉口英商和利冰厂旧址         | 近现代重要史迹及代表性建筑   | 1911年                       | 一元街道岳飞街44号 30°35′38.6″N 114°17′43.5″E / 30.594056°N 114.295417°E                                       |                              |                                                                                                | 建筑为一幢2层砖木结构工厂建筑，整体呈现古典主义风格。工厂由英商在1904年创办，1950年终止生产。省保定名虽称和利冰厂，但建筑此后经工厂厂主后人提供史料，证实该建筑为同一企业所属和利汽水厂的一部分。汽水厂在1949年后改制为武汉饮料二厂。                                                         |
| 汉口美国海军青年会旧址       | 汉口美国海军青年会旧址       | 近现代重要史迹及代表性建筑   | 1913年                       | 一元街道黎黄陂路10号 30°35′23.3″N 114°17′41.1″E / 30.589806°N 114.294750°E                                     |                              | 1998年5月27日，第四批武汉市文物保护单位                                                        | 建筑为一幢砖木结构小楼，整体呈巴洛克风格，地下1层，地上4层。1914年美国海军基督教青年会出资建造此建筑用作社团会所，会员在此处举办各项社交娱乐、文化体育类活动。抗日战争期间被日军占用，1945年后至今改交本土基督教青年会使用。                                                                  |
| 汉口赞育药房                 | 汉口赞育药房                 | 近现代重要史迹及代表性建筑   | 1913年                       | 一元街道洞庭街103—105号 30°35′29.0″N 114°17′47.8″E / 30.591389°N 114.296611°E                                  |                              |                                                                                                | 该建筑为一座3层砖木结构工厂建筑（一说钢筋混凝土），整体既简洁又不乏装饰性。1913年赞育药房在此修建该建筑用作药品营业部，随后买下附近汽水厂兼营汽水生产及营销业务。抗战后药房停业，汽水厂亦被和利收购，此后用作民居。2012年2月13日建筑发生火灾。                                                |
| 唐生智公馆旧址               | 唐生智公馆旧址               | 近现代重要史迹及代表性建筑   | 1913年                       | 一元街道胜利街163、165号 30°35′24.8″N 114°17′34.2″E / 30.590222°N 114.292833°E                                 |                              |                                                                                                | 建筑为一3层钢筋混凝土住宅，由一名俄国人修建于1913年左右。1926年冬季国民革命军北伐后，唐生智将建筑买下用作私宅，1927年冬季宁汉合流后搬离。后经修缮，与毗邻武汉中共中央机关旧址与怡和洋行住宅旧址辟为“武汉中共中央机关旧址纪念馆”。                                                             |
| 汉口电话局旧址               | 汉口电话局旧址               | 近现代重要史迹及代表性建筑   | 1915年                       | 一元街道合作路51号 30°35′20.9″N 114°17′25.2″E / 30.589139°N 114.290333°E                                       |                              | 1998年5月27日，第四批武汉市文物保护单位                                                        | 建筑为一幢4层钢筋混凝土结构大楼，整体呈古典主义风格。1916年汉口电话局兴建此建筑用作办公大楼，紧挨此后建成的汉口电报局大楼，1949年后一度为武汉电信局办公楼，后交中国电信江岸区分公司使用。 |
| 汉口交通银行旧址             | 汉口交通银行旧址             | 近现代重要史迹及代表性建筑   | 1921年                       | 一元街道胜利街2号 30°34′57.0″N 114°17′16.9″E / 30.582500°N 114.288028°E                                        |                              | 1998年5月27日，第四批武汉市文物保护单位                                                        | 建筑为一幢钢筋混凝土结构银行大楼，地上4层、地下1层，整体呈现新古典主义风格。1919年由交通银行投资建造，1921年完工。日军占领期间一度用作日本驻汉口领事馆。1949年后交通银行业务逐渐转移至建设银行后由该行使用。                                                                                  |
| 汉口平汉铁路局旧址           | 汉口平汉铁路局旧址           | 近现代重要史迹及代表性建筑   | 1911年                       | 一元街道胜利街174号武铁物流 30°35′35.1″N 114°17′45.3″E / 30.593083°N 114.295917°E                              |                              |                                                                                                | 建筑为一幢4层钢筋混凝土结构大楼，整体平面呈“E”状。京汉铁路建成后以郑州为界分设南北两段，南段总部驻汉口，现存建筑为1920—1925年间建造。1949年后先后为汉口铁路分局、武铁汉口生活段办公楼。此后又作为武铁物流集团（原武铁中力）办公楼。                                                           |
| 汉口盐业银行大楼             | 汉口盐业银行大楼             | 近现代重要史迹及代表性建筑   | 1926年                       | 一元街道中山大道988号 30°35′16.7″N 114°17′20.9″E / 30.587972°N 114.289139°E                                    |                              | 1998年5月27日，第四批武汉市文物保护单位，公布名称：盐业银行大楼                                | 建筑为一幢5层钢筋混凝土结构银行大楼，整体呈古典主义建筑风格。盐业银行在1926年投资兴造此建筑用作营业办公楼，1932年完工。抗战期间一度被用作华中派遣军司令部的指挥所。1952年末盐业银行加入公私合营随后结业，此后建筑用作中国工商银行江岸支行的大楼。                                             |
| 汉口商业银行大楼             | 汉口商业银行大楼             | 近现代重要史迹及代表性建筑   | 1931年                       | 一元街道南京路64号 30°35′05.8″N 114°17′20.8″E / 30.584944°N 114.289111°E                                       |                              | 1998年5月27日，第四批武汉市文物保护单位                                                        | 建筑为一座6层钢筋混凝土结构大楼，整体呈中西折衷式风格，地上5层、地下1层，原有一歇山顶屋顶，抗战期间遭毁。1931年汉口商业银行投资兴建此楼，抗战期间曾一度用作汪精卫政府的汉口市政府使用。1949年后长期用作武汉图书馆，市图迁走后为武汉市少年儿童图书馆。                                         |
| 中南局招待所旧址             | 中南局招待所旧址             | 近现代重要史迹及代表性建筑   | 1953年                       | 劳动街道惠济路16号迎宾馆内 30°36′53.9″N 114°17′25.1″E / 30.614972°N 114.290306°E                               |                              |                                                                                                | 建筑偕同附近几座别墅由在汉口的美国侨民始建于1930年代初，皆为砖木结构。1953年，中共中央中南局公安部将此3座别墅辟为高干招待所，毛泽东等国内外领导曾在此入住。东湖宾馆建成后，建筑隶属于中共武汉市委用作市委招待所（今武汉会议中心）。                                                           |
| 武汉防汛纪念碑               | 武汉防汛纪念碑               | 近现代重要史迹及代表性建筑   | 1969年                       | 一元街道滨江公园 30°35′38.3″N 114°18′00.4″E / 30.593972°N 114.300111°E                                         |                              | 1983年4月7日，第二批武汉市文物保护单位，公布名称：毛泽东同志为武汉人民战胜1954年洪水题词纪念碑 | 建筑为一座大理石材质的纪念碑，高37米，碑座有浮雕及《水调歌头·游泳》全文，碑身一侧为毛泽东题词及头像，顶部为玻璃制五角星。该纪念碑由武汉市革命委员会为纪念1954年长江洪水而修成，1969年3月动工，10月建成揭幕。                                                                                  |
| 第六批（2014年6月22日公布）  |                              |                              |                              | |                              |                                                                                                | |
| 汉口东正教堂                 | 汉口东正教堂                 | 近现代重要史迹及代表性建筑   | 1885年                       | 一元街道鄱阳街48号 30°35′11.3″N 114°17′33.1″E / 30.586472°N 114.292528°E                                       |                              | 1998年5月27日，第四批武汉市文物保护单位，公布名称：阿列克桑德东正教堂（俄）                    | 即“圣阿列克桑德大堂”，为一座六角形单层教堂建筑，整体呈拜占庭风格。因清末汉口俄商颇多，该教堂便是由俄商集资筹建而成。起初为一座“行堂”（活动教堂），后于1885年初在今址改修砖石结构的永久教堂。1958年教堂关闭。2015年后建筑辟为“武汉俄罗斯文化交流馆”。                                          |
| 亚细亚火油公司汉口分公司旧址 | 亚细亚火油公司汉口分公司旧址 | 近现代重要史迹及代表性建筑   | 1924—1925年                  | 一元街道天津路1号 30°35′04.8″N 114°17′41.4″E / 30.584667°N 114.294833°E                                        |                              | 2011年3月21日，第五批武汉市文物保护单位                                                        | 建筑为一栋5层钢筋混凝土结构洋行大楼，整体呈现折衷主义风格。1924年亚细亚火油公司投资兴建此建筑用于公司办公，但由于修建时监工过于苛刻，导致承建商魏清记营造厂几乎破产。日军占领武汉期间，该大楼曾作为日军关押俘虏的场所。1952年亚细亚公司撤走，建筑交解放军空军使用，后改为招待所（临江饭店）。 |
| 中国银行汉口分行旧址         | 中国银行汉口分行旧址         | 近现代重要史迹及代表性建筑   | 1915年                       | 大智街道中山大道与江汉路交汇处 30°35′00.3″N 114°17′10.3″E / 30.583417°N 114.286194°E                           |                              | 1998年5月27日，第四批武汉市文物保护单位，公布名称：汉口大清银行旧址                            | 建筑为一栋6层钢筋混凝土结构银行大楼，古典主义风格，地下1层，地上5层。原大清银行汉口分行行屋位于大董家巷，辛亥革命后被毁，现存建筑为中国银行在1915年兴建，1917年竣工。北伐战争期间该行业务遭受沉重打击，一度停业。1949年后建筑仍为中国银行在汉口事务机构大楼。                                 |
| 中国实业银行大楼旧址         | 中国实业银行大楼旧址         | 近现代重要史迹及代表性建筑   | 1935年                       | 一元街道江汉路22号 30°34′48.3″N 114°17′25.1″E / 30.580083°N 114.290306°E                                       |                              | 1998年5月27日，第四批武汉市文物保护单位，公布名称：中国实业银行大楼                            | 建筑为一栋6层钢筋混凝土结构银行大楼，整体呈现代风格，建成后一度与对面四明银行大楼同为汉口最高的建筑。1934年左右中国实业银行投资兴建，1935年3月23日竣工。建筑同四明银行大楼皆是现代风格建筑，因设计新颖一度也成为地标建筑。1949年后，中国实业银行逐渐公私合营最终撤销。                        |
| 上海银行汉口分行旧址         | 上海银行汉口分行旧址         | 近现代重要史迹及代表性建筑   | 1923年                       | 一元街道江汉路60号 30°34′54.7″N 114°17′17.1″E / 30.581861°N 114.288083°E                                       |                              | 2011年3月21日，第五批武汉市文物保护单位                                                        | 建筑为一栋5层钢筋混凝土结构银行大楼，呈文艺复兴式的新古典风格，地上4层，地下1层，整体建筑华贵大气。建筑由时任上海商业储蓄银行（上海银行）汉口分行的副行长周苍柏亲自选址建造，该建筑于1920年建成。                                                                                             |
| 西商赛马俱乐部旧址           | 西商赛马俱乐部旧址           | 近现代重要史迹及代表性建筑   | 1902年                       | 劳动街道解放公园路 30°36′30.2″N 114°17′44.0″E / 30.608389°N 114.295556°E                                       |                              | 1998年5月27日，第四批武汉市文物保护单位                                                        | 文物保护单位由俱乐部建筑群及大看台等建筑组成。原为英商在1905年兴修完成的西商赛马场主建筑，大看台能容纳万人用于中国人观赛，俱乐部建筑有观赛、办公、娱乐等用途。毗邻马道、球场等建筑在1949年后改建为解放公园，余下留存建筑分交解放军及武汉人民艺术剧院使用。                                    |
| 国共汉口会议旧址             | 国共汉口会议旧址             | 近现代重要史迹及代表性建筑   | 1922年                       | 劳动街道惠济路39号 30°36′51.4″N 114°17′11.0″E / 30.614278°N 114.286389°E                                       |                              | 2011年3月21日，第五批武汉市文物保护单位，公布名称：杨森公馆暨汉口会议旧址                      | 建筑为一幢砖木机构住宅建筑，地上3层，地下1层，大门门前设有汽车跑道，可直接开车抵达门前。建筑原为杨森为自己修建的园林“杨森花园”中主建筑，花园在1931年江淮水灾后被毁。1946年国共两党展开谈判此建筑内达成《汉口协议》。在谈判期间，公馆亦为乔治·马歇尔的驻地。                                   |
| 英文楚报馆旧址               | 英文楚报馆旧址               | 近现代重要史迹及代表性建筑   | 1924年                       | 一元街道胜利街99号 30°35′12.8″N 114°17′25.4″E / 30.586889°N 114.290389°E                                       |                              | 2011年3月21日，第五批武汉市文物保护单位                                                        | 建筑为一栋5层钢筋混凝土结构大楼，地下1层、地上4层（后来又增建1层），整体呈现装饰主义风格。英文《楚报》为英人所创的一部报刊，现存建筑为1924年报社决议修建，此后路透社也曾在建筑中办公。日军占领武汉后，《楚报》依然办报，直至1941年5月15日被日军查封。                                         |
| 汉口国民政府外交部旧址       | 汉口国民政府外交部旧址       | 近现代重要史迹及代表性建筑   | 1905年                       | 一元街道一元路5号 30°35′42.0″N 114°17′52.9″E / 30.595000°N 114.298028°E                                        |                              | 2011年3月21日，第五批武汉市文物保护单位                                                        | 建筑为一栋4层砖混结构建筑，地上3层、地下1层，整体呈古典主义风格。建筑建于1905年，1912年江汉关监督搬入此建筑与外交部特派湖北交涉员公署合署办公。在国民革命军北伐武汉后，建筑又一度作为国民政府外交部的机关大楼。1949年后一度作为武汉市档案馆直至2019年。                                       |
| 第八批（2021年12月9日公布）  |                              |                              |                              | |                              |                                                                                                | |
| 俄商新泰茶厂水塔             | 俄商新泰茶厂水塔             | 近现代重要史迹及代表性建筑   | 1876年                       | 一元街道兰陵路7号纺织小区 30°35′14.8″N 114°17′40.9″E / 30.587444°N 114.294694°E                                |                              |                                                                                                | 建筑为一座工业建筑，总高3层，建筑面积为170平方米，每一层楼板有横向铁杆，外立面皆使用红沙石材。起初建筑用途不明，由于此处又曾为申新第四纱厂的宿舍，起初认定为申新纱厂宿舍的遗留。但随后经王汗吾等专家学者考证，确认此建筑为俄商新泰茶厂的遗存。之后省保定名为茶厂水塔。                        |
| 顺丰茶栈旧址                 | 顺丰茶栈旧址                 | 近现代重要史迹及代表性建筑   | 1901年—1902年                | 一元街道兰陵路8号洞庭街口 30°35′17.3″N 114°17′40.7″E / 30.588139°N 114.294639°E                                |                              |                                                                                                | 建筑为一座工业建筑，主面4层、侧面3层，整体呈现殖民地风格的西式建筑，属于旧茶厂的办公用建筑。顺丰茶栈的管理人李凡诺夫自十九世纪中叶来到汉口开办茶厂并修建茶厂码头。受第一次世界大战影响，茶厂连续数年茶叶滞销造成亏损，最终茶厂停业。                                                          |
| 源泰洋行旧址                 | 源泰洋行旧址                 | 近现代重要史迹及代表性建筑   | 1902年                       | 一元街道黎黄陂路7号鄱阳街口 30°35′21.9″N 114°17′43.3″E / 30.589417°N 114.295361°E                              |                              | 2011年3月21日，第五批武汉市文物保护单位，公布名称：汉口俄租界巡捕房旧址                        | 该建筑为一栋2层砖木结构住宅兼洋行建筑，整体呈现俄国风格的折衷主义样式。建筑建于1901年—1902年，起初作为俄商那克伐申住宅。由于那克伐申也是源泰洋行的经理，建筑亦为洋行办公场所。此后那克伐申一度任为汉口俄租界工部局董事长，该建筑也短暂作为俄租界巡捕房使用。                                  |
| 巴公房子                     | 巴公房子                     | 近现代重要史迹及代表性建筑   | 1910年                       | 一元街道鄱阳街86号鄱阳街、洞庭街、兰陵路三街交汇围合之处 30°35′20.2″N 114°17′41.2″E / 30.588944°N 114.294778°E |                              |                                                                                                | 该建筑为一栋5层砖混结构及砖木机构公寓建筑，整体呈现俄国建筑风格，是汉口较为早期的多层公寓。建筑由俄国贵族巴诺夫兄弟合伙投资建造，整体分为两个部分，兰陵路一侧梯形建筑（大巴公）建于1910年，黎黄陂路一侧建筑建筑（小巴公）不早于1917年。                                                       |

## 武汉市文物保护单位
| 名称                         | 子项                       | 分类                       | 时代                       | 地点                                                                                      | 图片                       | 简介 |
| 第二批（1983年4月7日公布）   | 第二批（1983年4月7日公布） | 第二批（1983年4月7日公布） | 第二批（1983年4月7日公布） | 第二批（1983年4月7日公布）                                                                | 第二批（1983年4月7日公布） | 第二批（1983年4月7日公布） |
| ---------------------------- | -------------------------- | -------------------------- | -------------------------- | ----------------------------------------------------------------------------------------- | -------------------------- | --- |
| 林祥谦烈士就义处和林祥谦塑像 | 林祥谦烈士就义处           | 革命遗址及革命纪念建筑物   | 1923年                     | 二七街道二七滨江商务区扶轮路 30°37′26.5″N 114°18′55.8″E / 30.624028°N 114.315500°E        |                            | 此两处文物保护单位子项在江岸站废止前皆在该车站范围中。就义处即江岸车站早期站房，1923年2月7日，二七大罢工领导人林祥谦被军警绑缚在车站站台电线杆上最终被枭首。1982年底，武汉市政府在旧站房立碑；1983年2月7日，江岸站1站台上树立林祥谦雕像一座。                                                   |
| 林祥谦烈士就义处和林祥谦塑像 | 林祥谦塑像                 | 革命遗址及革命纪念建筑物   | 1923年                     | 新村街道 30°37′45.7″N 114°19′15.1″E / 30.629361°N 114.320861°E                            |                            | 此两处文物保护单位子项在江岸站废止前皆在该车站范围中。就义处即江岸车站早期站房，1923年2月7日，二七大罢工领导人林祥谦被军警绑缚在车站站台电线杆上最终被枭首。1982年底，武汉市政府在旧站房立碑；1983年2月7日，江岸站1站台上树立林祥谦雕像一座。                                                   |
| 汉口民国日报社旧址           | 汉口民国日报社旧址         | 革命遗址及革命纪念建筑物   | 1926年至1927年             | 大智街道泰宁街2号 30°35′11.7″N 114°16′55.6″E / 30.586583°N 114.282111°E                   |                            | 建筑为一座4层办公大楼。国民革命军北伐后用作中国国民党湖北省党部机关报《汉口民国日报》报社并于1926年11月25日发行，刚发行时的汉口民国日报报社成员几乎为共产党员，董必武、毛泽民等人曾在此工作。国共合作破裂后共产党员被驱逐出报社。                                                               |
| 刘少奇在武汉的旧居           | 刘少奇在武汉的旧居         | 革命遗址及革命纪念建筑物   | 1927年                     | 车站街道尚德里4号 30°35′38.1″N 114°17′24.8″E / 30.593917°N 114.290222°E                   |                            | 该建筑为汉口里分尚德里的一部分，国民革命军北伐后中华全国总工会在汉口设立办事处，刘少奇就近居住于办事处对面的此建筑中，期间在此写成3篇论著。由于四一二事件后国共合作破裂，1927年7月又遇七一五事变，中共中央安排已经公开身份的党领导人离开武汉。此后刘少奇便不在尚德里居住。                      |
| 中共中央长江局机关旧址       | 中共中央长江局机关旧址     | 革命遗址及革命纪念建筑物   | 1927年                     | 一元街道珞珈山街12号 30°35′20.5″N 114°17′38.3″E / 30.589028°N 114.293972°E                |                            | 建筑为珞珈山街住宅区的一部分。1927年七一五事变后共产党活动转入地下，因洛加碑街12号在当时是罗亦农的住所，中共湖北省委的办公场所从尚德里转移至此处。此后当年9月底又成为中共中央长江局的办公场所，直至11月长江局撤销。                                                                             |
| 第三批（1988年12月25日公布） |                            |                            |                            |                                                                                           |                            | |
| 向警予故居                   | 向警予故居                 | 革命遗址及革命纪念建筑物   | 1927–1928年                | 车站街道三德里27号 30°35′39.5″N 114°17′37.6″E / 30.594306°N 114.293778°E                  |                            | 该建筑为汉口里分三德里的一部分。1927年3月，向警予从苏联回国后来到汉口，起初住在尚德里，此后搬来于此。向当时负责中共湖北省委宣传事务，因此此处也成为了省委宣传部及党刊《大江报》的编辑部。此后党内有人变节，住处暴露，1928年3月20日，向警予在此处被法租界巡捕逮捕。                              |
| 第四批（1998年5月27日公布）  |                            |                            |                            |                                                                                           |                            | |
| 汉口美最时洋行大楼           | 汉口美最时洋行大楼         | 近现代重要史迹及代表性建筑 | 1896年                     | 一元街道一元路2号武汉市人民政府大院 30°35′43.3″N 114°17′53.2″E / 30.595361°N 114.298111°E |                            | 建筑为一座5层钢筋混凝土结构洋行大楼，整体呈古典主义风格，局部有巴洛克风格，地上4层，地下1层。建筑由捷臣洋行在1906年建造，此后交由美最时洋行使用，国民革命军北伐后，该建筑一度拨给鲍罗廷居住，是又称作鲍罗廷公馆。1949年后交武汉市人民政府使用。                                                 |
| 汉口日清洋行大楼             | 汉口日清洋行大楼           | 近现代重要史迹及代表性建筑 | 1913年                     | 一元街道沿江大道87号 30°34′44.6″N 114°17′30.4″E / 30.579056°N 114.291778°E                |                            | 建筑为一座钢筋混凝土洋行建筑，整体呈文艺复兴风格，地上5层，地下1层，整体平面呈“L”形，顶部拐角有一拜占庭风塔楼。该建筑由日清轮船公司投资兴建，该行在中国有上海、汉口两所分公司，原址在今兰陵路沿江大道路口。建筑于1928年开始兴建。1930年9月建築落成。                                            |
| 汉口西门子洋行旧址           | 汉口西门子洋行旧址         | 近现代重要史迹及代表性建筑 | 1920年                     | 一元街道中山大道1004号 30°35′19.2″N 114°17′23.9″E / 30.588667°N 114.289972°E              |                            | 即汉口电报局大楼，建筑为一座4层钢筋混凝土结构大楼，整体呈古典主义风格亦不失现代主义设计。该建筑由西门子洋行投资兴建，1920年修成，毗邻汉口电话局大楼。建成后洋行与汉口电话局合署办公。抗战期间建筑毁于轰炸，现有建筑为1946年依原样重建。此后先后作为武汉电信局及中国电信江岸区分公司办公楼使用。 |
| 第五批（2011年3月21日公布）  |                            |                            |                            |                                                                                           |                            | |
| 平和打包厂旧址               | 平和打包厂旧址             | 近现代史迹及代表性建筑     | 1905年                     | 一元街道青岛路10号-12号 30°35′03.7″N 114°17′33.7″E / 30.584361°N 114.292694°E             |                            | 此文物保护单位非一座单体建筑，而是由6座建造年代并不相同的单体建筑构成，1905年办厂时所修建的是B栋与D栋部分建筑。建筑整体为厂房型钢结构建筑，上下共4层。建筑为英商平和洋行修建，用于打包洋行经销的棉花。1949年后改制为国有企业，此后又变为仓库使用。                                              |
| 东方汇理银行汉口支行旧址     | 东方汇理银行汉口支行旧址   | 近现代史迹及代表性建筑     | 1901年                     | 一元街道沿江大道171号 30°35′29.6″N 114°17′53.4″E / 30.591556°N 114.298167°E               |                            | 建筑为一座砖木结构银行大楼，地上2层，地下1层，整体呈折衷主义，立面装饰为巴洛克、洛可可建筑风格。该建筑由东方汇理银行投资建设，建于1902年。此后该行在此建筑中办公，“地皮大王”刘歆生便依托该行支持在汉口购入大片荒地。1949年以后该行全部撤出中国大陆。                                            |
| 立兴洋行汉口分行旧址         | 立兴洋行汉口分行旧址       | 近现代史迹及代表性建筑     | 1901年                     | 一元街道沿江大道183号 30°35′36.6″N 114°17′57.0″E / 30.593500°N 114.299167°E               |                            | 建筑为一座近代洋行建筑，整体呈现古典主义风格。此处实则为该洋行在江边的油库与栈房，1923—1924年该行在洞庭街新建洋行大楼，此后该行总行搬至彼处办公。欧洲战争后立兴在汉口主要以经营房地产获利，但此后受各种因素银行该行业务逐渐萎缩至1938年11月完全停业。                                           |
| 保安洋行旧址                 | 保安洋行旧址               | 近现代史迹及代表性建筑     | 1914年                     | 一元街道青岛路8号 30°35′02.9″N 114°17′34.6″E / 30.584139°N 114.292944°E                   |                            | 建筑为一座近代洋行建筑，整体呈现文艺复兴风格，建筑依托洞庭街与青岛路交汇处的主塔为中心，其余部分沿两条街道展开。1914年，专事船舶等保险业务的保安洋行在今址修建洋行大楼，1915年完工，但在不久后的1922年保安洋行在汉口的业务便终止。                                                              |
| 珞珈山街住宅区               | 珞珈山街住宅区             | 近现代史迹及代表性建筑     | 1912—1927年                | 一元街道珞珈山街1—46号 30°35′22.2″N 114°17′37.3″E / 30.589500°N 114.293694°E              |                            | 该建筑群有高级住宅27栋，为怡和洋行在购入俄商巴诺夫的地皮后为洋行高级职员修建的住宅区，大多数建筑属于联排体住宅建筑，但并非所有住宅都按照一个形制建造。住宅群自1910年开工，直至1927年方才全部完工。住宅区内曾有花园一座，后疏于管理而荒废，1983年重新修复。                                      |
| 汉口碉堡群                   | 岱家山张公堤碉堡群         | 近现代史迹及代表性建筑     | 民国                       | 后湖街道张公堤江岸段沿线                                                                  |                            | 目前尚未有针对汉口碉堡群的统一研究。对具体碉堡项目的简介参见该文物保护单位条目。 |
| 汉口碉堡群                   | 岱家山张公堤碉堡群         | 近现代史迹及代表性建筑     | 民国                       | 谌家矶街道京广铁路二道桥旧桥南侧                                                          |                            | 目前尚未有针对汉口碉堡群的统一研究。对具体碉堡项目的简介参见该文物保护单位条目。 |
| 汉口碉堡群                   | 建设大道碉堡               | 近现代史迹及代表性建筑     | 民国                       | 劳动街道惠济二路站D出口东北                                                               |                            | 目前尚未有针对汉口碉堡群的统一研究。对具体碉堡项目的简介参见该文物保护单位条目。 |
| 汉口碉堡群                   | （头道街碉堡）             | 近现代史迹及代表性建筑     | 民国                       | 二七街道头道街站东侧                                                                      |                            | 目前尚未有针对汉口碉堡群的统一研究。对具体碉堡项目的简介参见该文物保护单位条目。 |
| 汉口华商总会旧址             | 汉口华商总会旧址           | 近现代史迹及代表性建筑     | 1922年                     | 大智街道江汉二路157号 30°35′14.4″N 114°17′12.0″E / 30.587333°N 114.286667°E               |                            | 建筑为一座四层（初建时为三层）会所建筑。该建筑由汉口华商总会为自己修筑，用于汉口华商及富裕人士在此处娱乐。建筑于1922年建成，北伐后又用作北伐军军部，1927年3月中国国民党中央执行委员会及国民政府自南洋大楼迁至建筑内办公。1945—1947年，武汉行营也曾在建筑内办公。                                |
| 武汉剧院                     | 武汉剧院                   | 近现代史迹及代表性建筑     | 1959年                     | 球场街道解放大道1012号 30°35′24.6″N 114°16′55.7″E / 30.590167°N 114.282139°E              |                            | 建筑为一座大型混合结构公共建筑，底部砖砌墙，上部钢架，整体呈现苏联建筑风格。1950年代中苏友好时期，武汉市政部门方面决定修建苏联风建筑以改变当时的城区风貌。1959年10月建成投入使用。2015年被湖北省人民政府指定为“党政机关会议定点场所”。                                                          |
| 武汉卫戍司令部军法处旧址     | 武汉卫戍司令部军法处旧址   | 近现代史迹及代表性建筑     | 1923年                     | 大智街道铭新街8号 30°35′12.7″N 114°17′01.0″E / 30.586861°N 114.283611°E                   |                            | 建筑为砖木结构三层楼房（第四层为增建），整体呈新古典主义风格。起初为大陆银行行屋，1927年宁汉合流后，建筑被用作武汉卫戍司令部军法处。此后武汉卫戍司令部也搬入此建筑。此处曾关押向警予等多名共产党人士。2009年建筑修复后作为武汉市地方志编纂委员会办公室使用。                                    |
| 第六批（2023年12月6日公布）  |                            |                            |                            |                                                                                           |                            | |
| 武汉中共中央组织部旧址       | 武汉中共中央组织部旧址     | 革命文物                   | 1921年                     | 大智街道铭新街13号 30°35′12.1″N 114°16′58.4″E / 30.586694°N 114.282889°E                  |                            | 建筑的基本信息不明。国民革命军北伐后中共中央组织部来汉办公，先在贯中里，后迁至该建筑中。随着七一五事变后国共合作破裂，中组部在当年10月上旬前也迁至上海。办公处旧址的确定参考了宋侃夫的勘察考证。2016年，江岸区政府有意将旧址进行修复。                                                          |
| 怡和洋行住宅旧址             | 怡和洋行住宅旧址           | 近现代重要史迹及代表性建筑 | 1919年                     | 一元街道胜利街171号 30°35′25.8″N 114°17′35.8″E / 30.590500°N 114.293278°E                 |                            | 建筑整体为一幢3层砖木结构住宅建筑，建筑材质与设计多种多样。该建筑为怡和洋行为高级职工修建的住宅楼，在日军占领期间一度用作“汉口放送局”1949年后，起初为新成立的汉口市广播电台使用，后一度作为铁路局职工住宅。经修缮，与毗邻唐生智公馆与武汉中共中央机关旧址辟为“武汉中共中央机关旧址纪念馆”。     |
| 李凡诺夫公馆旧址             | 李凡诺夫公馆旧址           | 近现代重要史迹及代表性建筑 | 1902年                     | 一元街道洞庭街88号 30°35′25.2″N 114°17′46.2″E / 30.590333°N 114.296167°E                  |                            | 建筑为一幢砖木结构住宅建筑，整体呈现俄罗斯风格。该建筑由顺丰茶栈负责人李凡诺夫建造，起初李凡诺夫在羊楼洞经营茶厂，后来汉口发展，因此该住宅用作其来汉后的个人私宅，1902年建成。此后李凡诺夫一直在此建筑居住，直至十月革命后俄商茶厂相继关停，李凡诺夫也离开汉口。                                |
| 俄国领事馆旧址               | 俄国领事馆旧址             | 近现代重要史迹及代表性建筑 | 1902年                     | 一元街道洞庭小路特1号 30°35′26.7″N 114°17′50.6″E / 30.590750°N 114.297389°E               |                            | 建筑为一幢2层西式建筑（现另有两层为加建），整体呈巴洛克风格，整体平面呈扇形。建筑自汉口俄租界开辟后便开始筹建，1902年建成。此后该建筑由领事馆使用，1920年中国接管各大俄国在华领事馆，直至1923年苏联政府声明放弃中国所有租界。                                                                   |
| 咸安坊                       | 咸安坊                     | 近现代重要史迹及代表性建筑 | 1915年                     | 一元街道鄱阳街21号 30°35′07.1″N 114°17′25.4″E / 30.585306°N 114.290389°E                  |                            | 保护单位为一建筑群，为一座近代汉口里分，实则为原咸安坊、德永里、启昌里、同仁里合并而成。咸安坊15号为里分中修建最早的建筑物，建于1905年。此后在1915年汉口棉商黄少山及数名华商集资，依据15号为样板修建了整座里分。里分布局紧凑，屋舍设计平面上相互咬合，是具有代表性的一处汉口里分。              |
| 金城银行旧址                 | 金城银行旧址               | 近现代重要史迹及代表性建筑 | 1931年                     | 大智街道保华街2号 30°35′10.3″N 114°17′14.9″E / 30.586194°N 114.287472°E                   |                            | 建筑为一座混合结构银行大楼，主楼高4层，整体呈现学院派古典主义风格，另外建筑背面还有员工宿舍“金城里”。该建筑由金城银行投资兴建，1931年建成启用。含金城里在内耗资28万银元。1949年后建筑一度被武汉少年儿童图书馆使用，该图书馆搬离后建筑与金城里进行改建，此后一并作为武汉美术馆使用。             |

## 备注
1. 1 2 3  本批文物保护单位的公布文件中未公布年代，本表依照江岸区政府网站的文物保护单位名录补之[5]。
2. ↑  一说1923年[81]
3. ↑  一说西门子洋行[149]。
4. ↑  一説1931年修成[153]。
5. ↑  一说直至太平洋战争爆发才停业[164]。
6. ↑  公布文件中使用的名称是"汉口华商总会暨中华文艺界抗敌协会旧址"[37]，应为误记。依据现场文物保护单位标志勘之。